# آجي بي. سورينسن
آجي بي. سورينسن هو عالم اجتماع دنماركي، ولد في 13 مايو 1941 في سيلكيبورج في الدنمارك، وتوفي في 18 أبريل 2001 في بوسطن في الولايات المتحدة.